# Hardemo

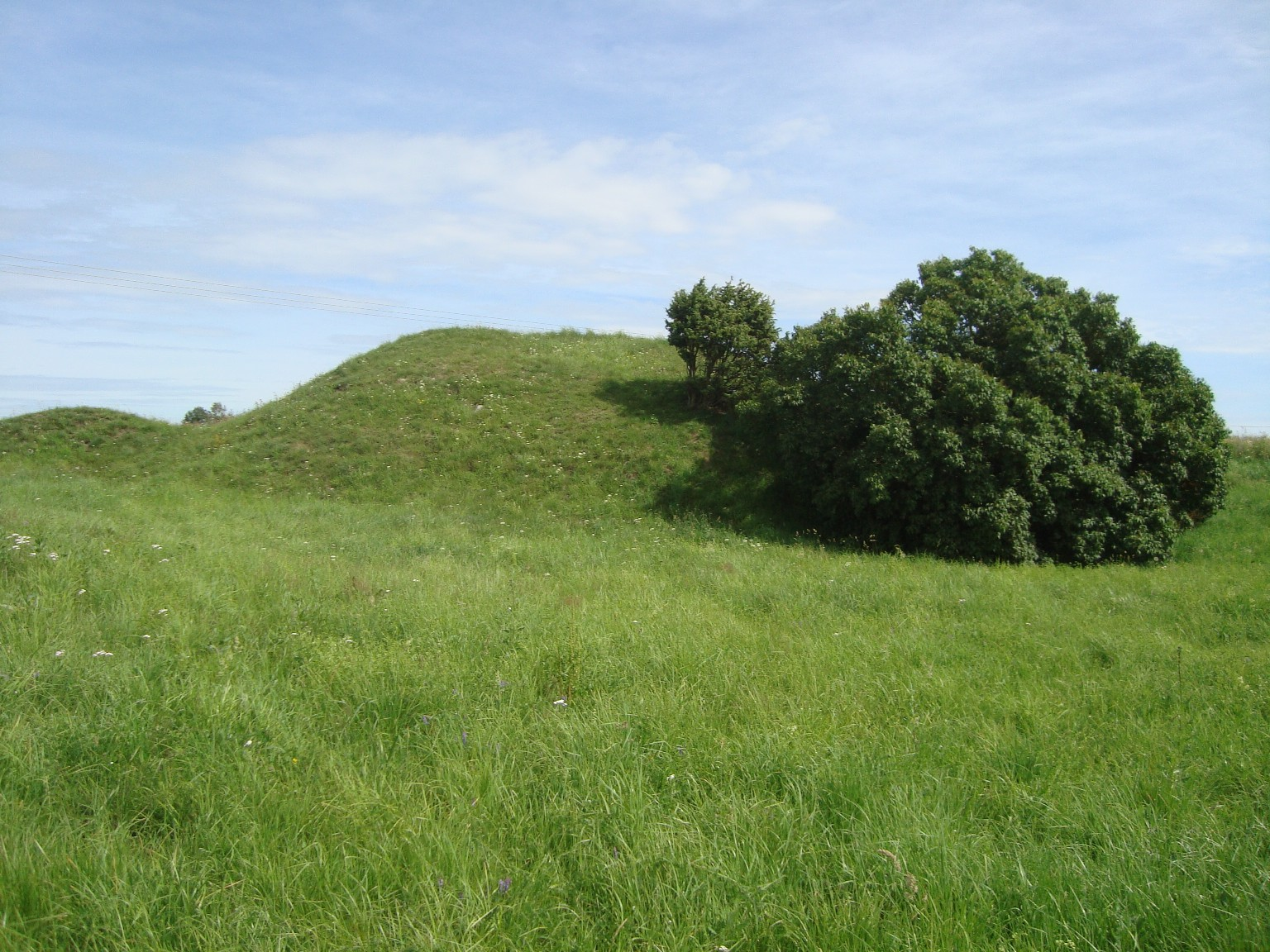
Torshögen 2009

Hardemo är en kyrkby i Hardemo socken i Kumla kommun i Närke. Orten ligger fem kilometer väster om Kumla och fyra kilometer nordväst om Hallsberg.
I Hardemo ligger Hardemo kyrka med torn från 1100-talet. Intill kyrkan ligger Sankt Olofs källa. Enligt traditionen döpte där Sankt Olof de första medlemmarna i Hardemo församling. I samhället ligger också Kyrkskolan, en imponerande tegelbyggnad från 1903, idag låg- och mellanstadieskola.
Hardemo-området är rikt på fornlämningar. Här finns bl.a. gravhögarna på Tillerbacken och Torshögen strax väster om Skyberga. Den sistnämnda är Närkes största storhög från järnåldern.
Nära Hardemo finns en av Sveriges mest markanta förekomster av drumliner.
Hardemo och drumlimområdet har betecknats som av Riksintresse för kulturmiljövården.
Barnböckerna om Hedvig av Frida Nilsson utspelar sig i Hardemo.